# Let It Be (album The Replacements)
Let It Be – trzeci album amerykańskiej grupy rockowej The Replacements, wydany w 1984 roku przez wytwórnię Twin/Tone Records. W 2003 album został sklasyfikowany na 239. miejscu listy 500 albumów wszech czasów magazynu Rolling Stone. Pitchfork Media umieścił album na 29. miejscu najlepszych płyt lat 80..

## Lista utworów
Wszystkie utwory napisane przez Paula Westerberga (wyjątki w nawiasie).
Strona A
1. "I Will Dare" – 3:18
2. "Favorite Thing" (Westerberg, Tommy Stinson, Bob Stinson, Chris Mars) – 2:19
3. "We're Comin' Out" (Westerberg, Stinson, Stinson, Mars) – 2:21
4. "Tommy Gets His Tonsils Out" (Westerberg, Stinson, Stinson, Mars) – 1:53
5. "Androgynous" – 3:11
6. "Black Diamond" (Paul Stanley) – 2:40

Strona B
1. "Unsatisfied" – 4:01
2. "Seen Your Video" – 3:08
3. "Gary's Got a Boner" (Westerberg, Stinson, Stinson, Mars) – 2:28
4. "Sixteen Blue" – 4:24
5. "Answering Machine" – 3:40

Utwory bonusowe z reedycji z 2008
1. "20th Century Boy" (Marc Bolan) – 3:56
2. "Perfectly Lethal" (Outtake) – 3:30
3. "Temptation Eyes" (Outtake) (Price, Walsh) – 2:30
4. "Answering Machine" (Solo Home Demo) – 2:43
5. "Heartbeat — It's a Lovebeat" (Outtake — Rough Mix) (Hudspeth, Kennedy) – 2:55
6. "Sixteen Blue" (Outtake — Alternate Vocal) – 5:08

## Personel
The Replacements
- Chris Mars – perkusja, wokal
- Bob Stinson – gitara
- Tommy Stinson – gitara basowa
- Paul Westerberg – główny wokal, gitara rytmiczna, pianino, mandolina na "I Will Dare", gitara hawajska na "Unsatisfied"

Dodatkowi muzycy
- Peter Buck – solo gitarowe w "I Will Dare"